# 적성산
적성산(赤城山)은 전북특별자치도 무주군에 있는 산으로, 덕유산 연봉 중 하나이다. 적성산이라는 이름은 산의 모습이 마치 붉은 치마를 두른 듯해서 붙여진 것으로 전해진다.
높이는 1,000미터 남짓으로 그리 높지 않으나, 산세가 험하고 가파른 벼랑이 있는 바위산이다. 인공 저수지와 양수식 발전소가 설치되어 있고, 불교 사찰인 안국사가 있다.
천연의 요새와 같은 지형이기 때문에, 조선 시대에 《조선왕조실록》을 보관하던 사고가 설치되어 있었다. 저수지로 인해 원래의 터는 수몰되었고, 《조선왕조실록》을 보관하던 사각과 왕실 족보를 보관하던 선원각은 위치를 옮겨서 복원되었다. 적성산 사고에서 보관 중이던 《조선왕조실록》은 한국 전쟁 중 분실되었다.

## 덕유산
- 한국의 산